# Brocchinia serrata
Espèce
Classification phylogénétique
Brocchinia serrata est une espèce de plantes à fleurs de la famille des Bromeliaceae, endémique de Colombie.

## Synonymes
- Sequencia serrata (L.B.Sm.) Givnish[1].

## Taxonomie
Selon des résultats de recherches sur son ADN publiées en 2007, l'espèce n'appartiendrait pas au genre Brocchinia et ses auteurs la placent désormais dans un genre monotypique, Sequencia qui tire son nom de sa « séquence » d'ADN.

## Distribution
L'espèce est endémique de Colombie.

## Description
L'espèce est hémicryptophyte.